# Prezime
Prezime je obiteljsko ime i sastavni dio svakog osobnog imena. Prezimena u pravilu nadopunjuju ime čovjeka i na taj ga način jednoznačno razlikuju od drugih ljudi. Kao takvo prezime nastalo je u drugoj polovini 14. stoljeća, to jest 1375. godine. Nekoliko rječnika definira i koristi riječ "prezime" kao sinomim od "obiteljsko ime".
Prva prezimena počinju se javljati krajem 12. stoljeća, a osobito nakon odluke s Tridentskog sabora u 16. stoljeću počinju se u zapadnoj crkvenoj ekumeni voditi matice i zapisom u maticama nastala su mnoga prezimena u onim dijelovima Hrvatske koji nisu bili pod osmanlijskom vlašću. Obvezatna prezimena uvedena su Jozefinskim patentom u 18. stoljeću. Na pravoslavnom istoku prezimena nastaju tek krajem 19. stoljeća.
Prezimena su u početku nastajala od zanimanja, zemljopisnog položaja, osobina, nadimaka itd., tako da danas imamo prezimena oblika, Klobučar, Debeljak, Kovač, Crnošija, Kresoja... Najčešće prezime u Hrvatskoj je Horvat.
| Prezimena se javljaju izdvajanjem pojedinih, najprije feud. obitelji s određenim baštinjenim pravima, te se tvore najčešće po mjestu podrijetla (Zrinski, Blagajski i sl.). Pučka prezimena javljaju se poslije; za građ. obitelji često po zanimanju (Zvonar, Krojač i sl.), a najčešće po osobnom imenu roditelja koje se, također od Tridentskoga sabora, upisuje u župne knjige rođenih, vjenčanih ili umrlih. Tek jozefinskim patentom od 1780. obvezujuće je upisivanje prezimena, pa se tada formira i većina današnjih prezimena patronimskog postanja (na -ić, -ović, -ević, -inić); sličnog su postanja i eur. prezimena tipa npr. germ. Johan-son, -sen i dr. Nadijevanje i upotreba imena i prezimena regulira se zakonom; ime i prezime u pravilu djetetu određuju roditelji sporazumno, ili će to učiniti nadležno starateljsko tijelo uprave. Kod sklapanja braka prezimena se mogu zadržati, izabrati ili pridodati. Ime se može promijeniti, uz zaštitu od zloporabe (npr. kada se protiv osobe vodi kazneni postupak, ili kada se zahtjev podnosi radi otežavanja primjene neke zakonske obaveze i sl.).— Opća i nacionalna enciklopedija |